# NGC 1175
NGC 1175 est une vaste galaxie lenticulaire située dans la constellation de Persée. Elle a été découverte par l'astronome germano-britannique William Herschel en 1786.

## Caractéristiques
Sa vitesse par rapport au fond diffus cosmologique est de 5 349 ± 19 km/s, ce qui correspond à une distance de Hubble de 78,9 ± 5,5 Mpc (∼257 millions d'al).
À ce jour, une mesure non basée sur le décalage vers le rouge (redshift) donne une distance d'environ 44,900 Mpc (∼146 millions d'al). Cette valeur est loin à l'extérieur des valeurs de la distance de Hubble. Notons que c'est avec la valeur moyenne des mesures indépendantes, lorsqu'elles existent, que la base de données NASA/IPAC calcule le diamètre d'une galaxie.

## Paire de galaxies en interaction
NGC 1175 est à peu près à la même distance de nous que NGC 1177 et elle en est rapprochée. Ces deux galaxies forment une paire en interaction gravitationnelle.